# Salvation (Rancid)
Salvation è un singolo pubblicato dai Rancid, punk band californiana. È il secondo singolo estratto dall'album Let's Go, dove la canzone è inserita alla posizione n. 4.
Salvation è stato il primo singolo dei Rancid a riuscire ad entrare in una delle classifiche stilate da Billboard, più precisamente nella Alternative Airplay dove è rimasta per 15 settimane raggiungendo la 21ª posizione.

## Tracce
1. Salvation – 2:54 (Tim Armstrong e Matt Freeman)

## Formazione
- Tim Armstrong - voce e chitarra
- Lars Frederiksen - voce e chitarra
- Matt Freeman - basso elettrico
- Brett Reed - batteria